# Michel Micombero
Michel Micombero (ur. 26 sierpnia 1940 w gminie Rutovu, zm. 16 lipca 1983 w Mogadiszu) – polityk i wojskowy wywodzący się z ludu Tutsi, pierwszy prezydent Burundi. Współodpowiedzialny za ludobójstwo członków grupy etnicznej Hutu w 1972 roku.

## Życiorys

### Droga do władzy
Urodził się w gminie Rutovu w prowincji Bururi na południu Burundi. Wywodził się z ludu Tutsi, a dokładnie z podgrupy Tutsi-Hima, zajmującej w tym czasie stosunkowo niską pozycję w społecznej hierarchii . Wykształcenie zdobył w szkołach katolickich funkcjonujących w jego rodzimej prowincji. Po zakończeniu edukacji wstąpił w szeregi wojsk kolonialnych (1960) i wkrótce został skierowany do Belgii na przeszkolenie wojskowe. Ukończył Królewską Akademię Wojskową w Brukseli. W 1962 roku powrócił do ojczyzny w stopniu kapitana. Po odzyskaniu niepodległości przez Burundi (1 lipca 1962), kontynuował karierę wojskową. Wkrótce stał się członkiem najsilniejszej partii politycznej w kraju, tj. Partii Jedności i Postępu Narodowego Burundi (UPRONA). W 1963 roku uzyskał stanowisko sekretarza stanu ds. obrony.
19 października 1965 grupa oficerów wywodzących się z ludu Hutu, największej liczebnie grupy etnicznej w Burundi, podjęła próbę zamachu stanu. Micombero dowodził oddziałami, które tego dnia powstrzymały atak puczystów na pałac mwamiego Mwambutsy IV. Po stłumieniu puczu uczestniczył w krwawej czystce, która doprowadziła do wymordowania elity politycznej Hutu i przejęcia przez mniejszość Tutsi pełnej kontroli nad państwem.

### Przywódca Pierwszej Republiki
24 marca 1966 mwami Mwambutsa IV, który od czasu zamachu stanu w 1965 roku przebywał na emigracji, wyznaczył regentem swojego syna Charlesa Ndizeye oraz nadał mu specjalne uprawnienia, obejmujące m.in. koordynację i kontrolę prac rządu. 8 lipca 1966 Ndizeye z poparciem armii i biurokracji przejął pełnię władzy w państwie, wstępując na tron jako Ntare V (jego uroczysta koronacja miała miejsce 1 września). Micombero, który jako szef sztabu sił zbrojnych odegrał decydującą rolę w procesie zmiany monarchy, w dniu 11 lipca 1966 objął stanowisko premiera. W utworzonym dwa dni później rządzie uzyskał także stanowisko ministra obrony. Stał się tym samym kluczową postacią życia politycznego Burundi, podczas gdy mwami pozostawał de facto władcą nominalnym.
Stosunki pomiędzy monarchą a rządem stawały się jednak z dnia na dzień coraz bardziej napięte. 28 listopada 1966 Micombero na drodze wojskowego zamachu stanu obalił mwamiego, przebywającego w tym czasie z oficjalną wizytą w sąsiednim Kongo. Rozwiązał także parlament, unieważnił konstytucję, a następnie proklamował zniesienie monarchii i utworzenie republiki. Ogłosił się prezydentem, stając ponadto na czele Narodowej Rady Rewolucyjnej – tj. organu sprawującego najwyższą władzę w państwie. Micombero utrzymał także w swym ręku stanowiska premiera, ministra obrony oraz przywódcy UPRONA, jak również awansował samego siebie do stopnia generała.
Rządy Micombero charakteryzowały nieustanne kryzysy polityczne oraz wzrost napięć na tle etnicznym. Jego reżim systematycznie ograniczał wpływy Hutu. Przejawem tej polityki była zwłaszcza czystka z jesieni 1969 roku, wymierzona w tych Hutu, którzy zajmowali nadal wysokie stanowiska w rządzie i siłach zbrojnych. Ponadto Micombero niemal obsesyjnie obawiał się, że obalony monarcha planuje odzyskać tron z pomocą zagranicznych najemników. Obawy prezydenta wykorzystywało lobby wywodzące się z jego rodzimej prowincji Bururi (Banyabururi), które popychało dyktatora do działań przeciwko innym frakcjom wewnątrz elity Tutsi, podejrzewanym o sympatie monarchistyczne.
Na niwie polityki wewnętrznej i zagranicznej Micombero był zwolennikiem „afrykańskiego socjalizmu”. W okresie jego rządów Burundi nawiązało bliską współpracę z maoistycznymi Chinami.
Wiosną 1972 roku, z powodu nieustannych doniesień o prawdziwych bądź urojonych spiskach, Burundi znalazło się praktycznie na skraju anarchii. W kwietniu 1972 radykalni politycy Hutu wywołali z pomocą kongijskich najemników zbrojne powstanie w południowych prowincjach kraju. Zostało ono jednak szybko stłumione przez rządową armię, m.in. dzięki pomocy której reżimowi Micombero udzielił dyktator Zairu, Mobutu Sese Seko. Represje wobec sympatyków rebelii przekształciły się w planową i systematyczną eksterminację elity społecznej Hutu. Od końca kwietnia do września 1972 zamordowano w Burundi od 100 tys. do 300 tys. Hutu, a co najmniej 150 tys. zmuszono do ucieczki z kraju. Był to pierwszy odnotowany przypadek ludobójstwa w historii postkolonialnej Afryki. Na marginesie rzezi Hutu reżim dokonał także rozprawy z innymi prawdziwymi lub domniemanymi wrogami wewnętrznymi. Jedną z ofiar tej czystki był obalony mwami Ntare V, który na miesiąc przed wybuchem powstania Hutu w tajemniczych okolicznościach powrócił do ojczyzny i od tego czasu pozostawał w areszcie domowym.
Micombero jako ówczesny dyktator Burundi ponosi pełną odpowiedzialność za zbrodnie popełnione wiosną i latem 1972 roku . Należy jednakże podkreślić, iż przekształcenie represji wobec sympatyków rebelii w systematyczną eksterminację elit Hutu było przede wszystkim dziełem radykalnych polityków Tutsi z frakcji Banyabururi, w szczególności ministra spraw zagranicznych Artémona Simbananiye.

### Upadek
Mimo udanej rozprawy z prawdziwymi i domniemanymi wrogami wewnętrznymi Pierwsza Republika stopniowo pogrążała się w coraz większym kryzysie. Rządy Micombero charakteryzowały bowiem nieudolność oraz wszechobecna korupcja. Według niektórych relacji, po wydarzeniach 1972 roku Micombero popadł w alkoholizm, miał także zdradzać objawy zaburzeń psychicznych. Ostatecznie 1 listopada 1976 skompromitowany prezydent został obalony przez wojskowy zamach stanu, którym kierował szef sztabu sił zbrojnych, a zarazem kuzyn Micombero – podpułkownik Jean-Baptiste Bagaza.
Po utracie władzy Micombero został na krótki czas uwięziony; wkrótce pozwolono mu jednak opuścić Burundi. Udał się wówczas na emigrację do Somalii, gdzie gościny udzielił mu jego przyjaciel, a zarazem tamtejszy dyktator, Mohammed Siad Barre. W 1982 ukończył studia ekonomiczne na Uniwersytecie Somalii. 17 lipca 1983 zmarł w Mogadiszu na skutek ataku serca . Po jego śmierci ogłoszono w Somalii trzydniową żałobę narodową.